# 3-羟基-16-甲氧基-2,3-二氢水甘草碱
3-羟基-16-甲氧基-2,3-二氢水甘草碱是一种有机化合物，分子式C22H28N2O4，属于吲哚生物碱，存在于長春花（Catharanthus roseus）等植物中，由16-甲氧基水甘草碱生成，再转化为脱乙酰氧基文多灵。